# Arthur Shaw
Pour les articles homonymes, voir Shaw.
Arthur Briggs « Art » Shaw (né le 28 avril 1886 à Joliet et mort le 18 juillet 1955 à Altadena) est un athlète américain spécialiste du 110 m haies. Licencié au Dartmouth Big Green, il mesurait 1,83 m pour 76 kg.

## Biographie

### Palmarès
| Date | Compétition           | Lieu    | Résultat | Performance |
| ---- | --------------------- | ------- | -------- | ----------- |
| 1908 | Jeux olympiques d'été | Londres | 3e       | 15 s 8      |

### Records
| Épreuve          | Performance | Lieu | Date |
| ---------------- | ----------- | ---- | ---- |
| 110 mètres haies | 15 s 0      |      | 1908 |